# Nistos
Nistos is een gemeente in het Franse departement Hautes-Pyrénées (regio Occitanie) en telt 228 inwoners (2005). De plaats maakt deel uit van het arrondissement Bagnères-de-Bigorre.

## Geografie
De oppervlakte van Nistos bedraagt 31,0 km², de bevolkingsdichtheid is 7,4 inwoners per km².

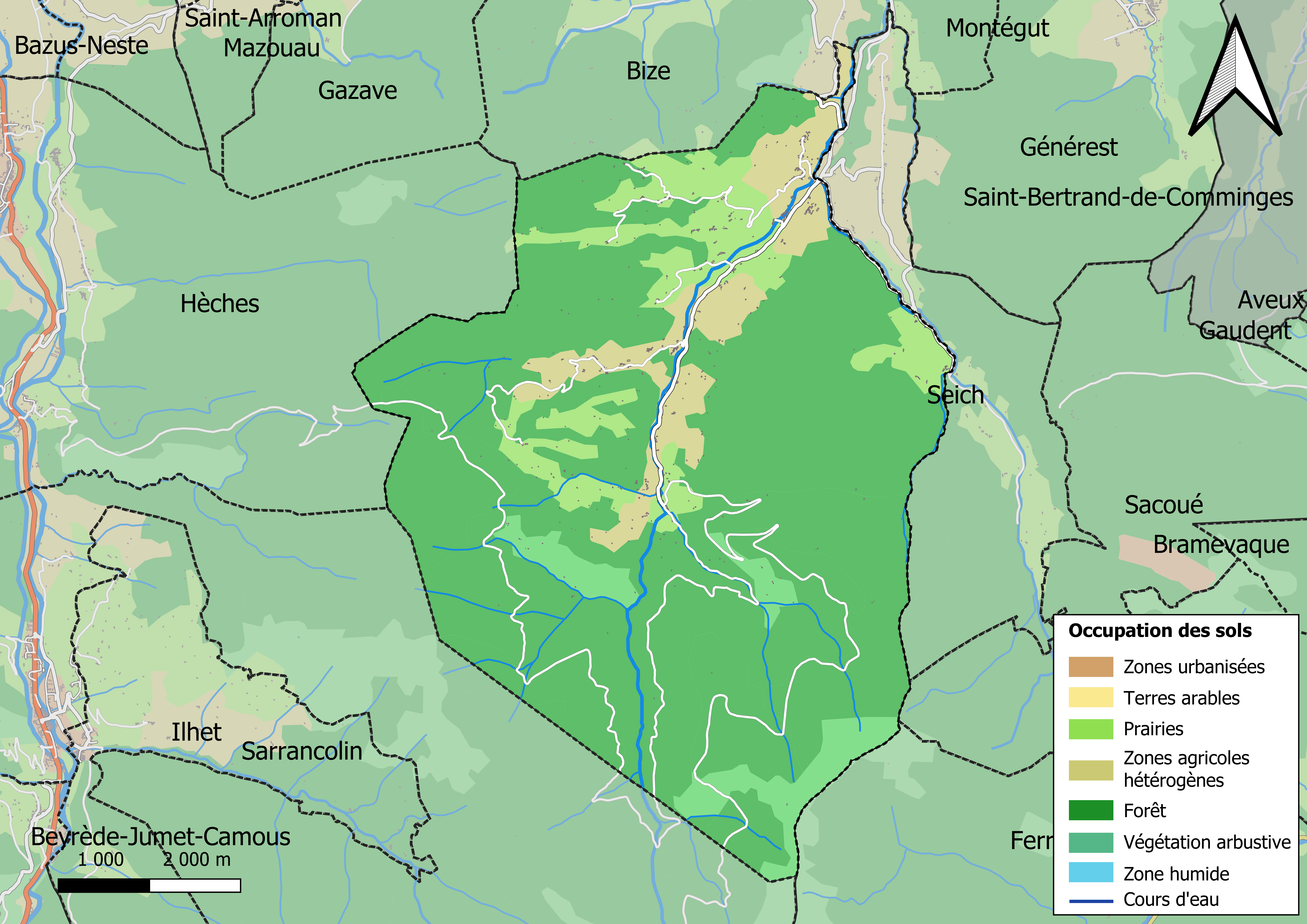
Kaart van de gemeente met belangrijkste infrastructuur, bodemgebruik en omliggende gemeenten

## Demografie
Onderstaande figuur toont het verloop van het inwonertal (bron: INSEE-tellingen).

## Afbeeldingen

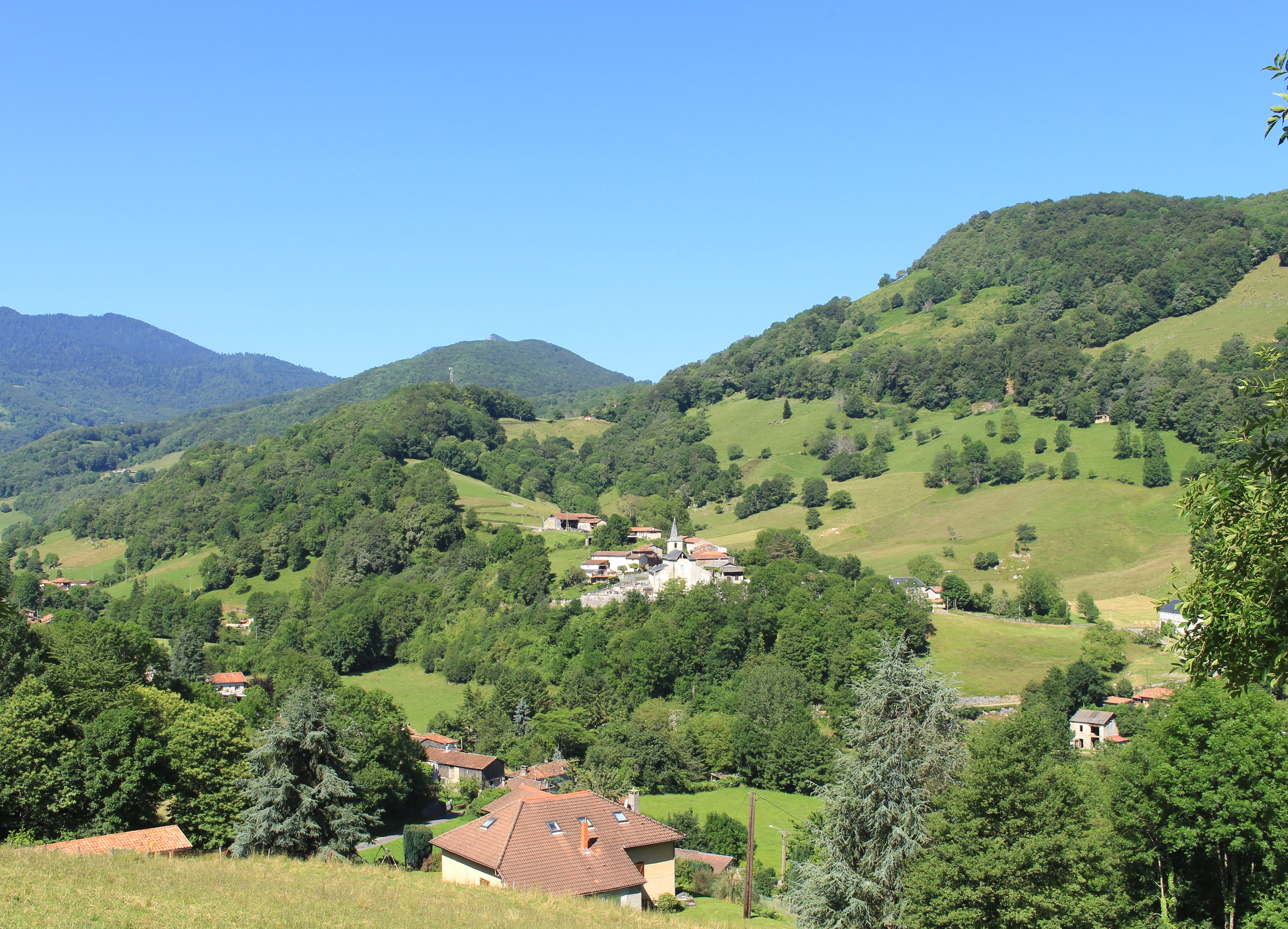
Uitzicht op Bas-Nistos
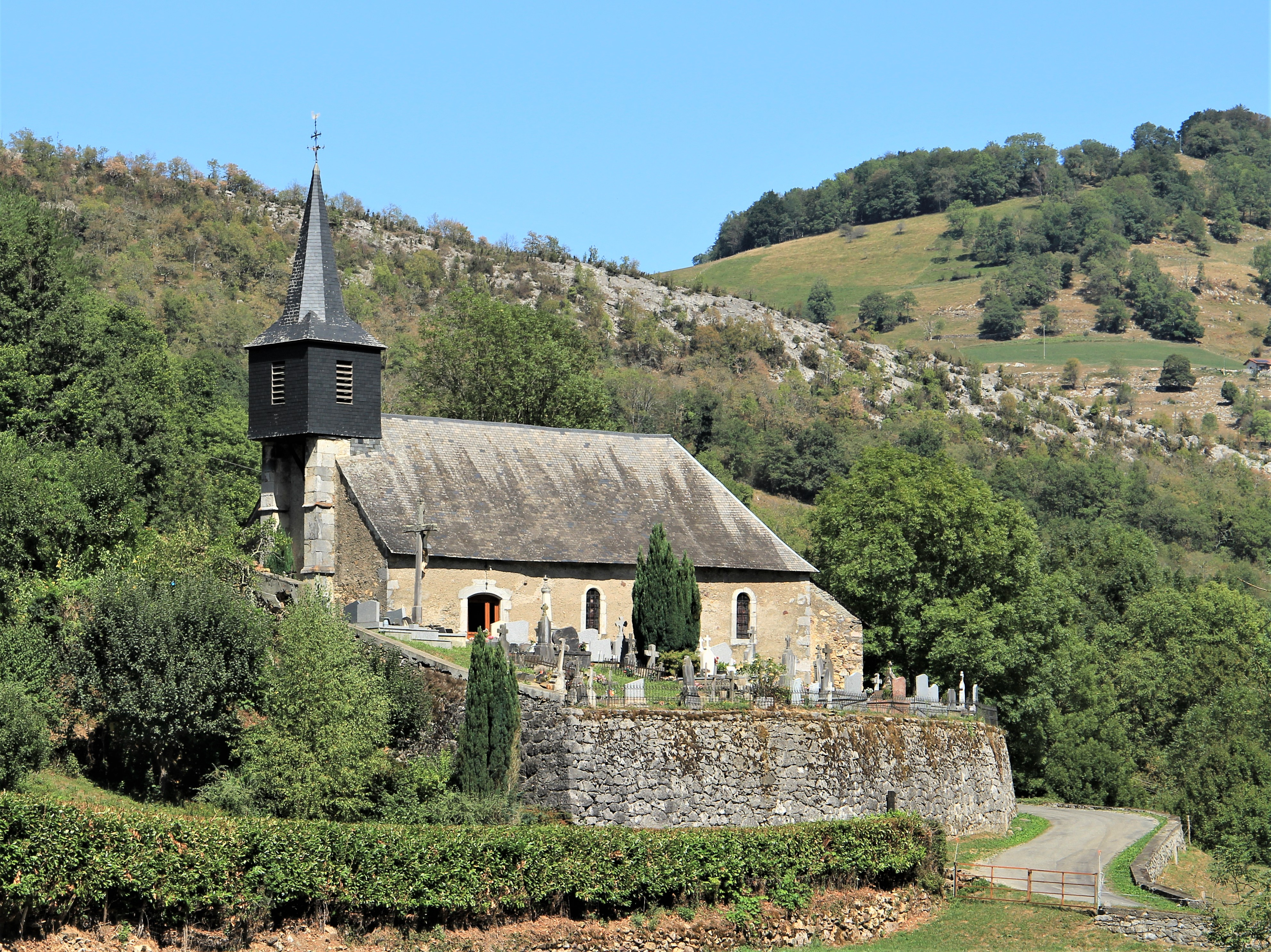
Haut-Nistos - Église de l'Assomption
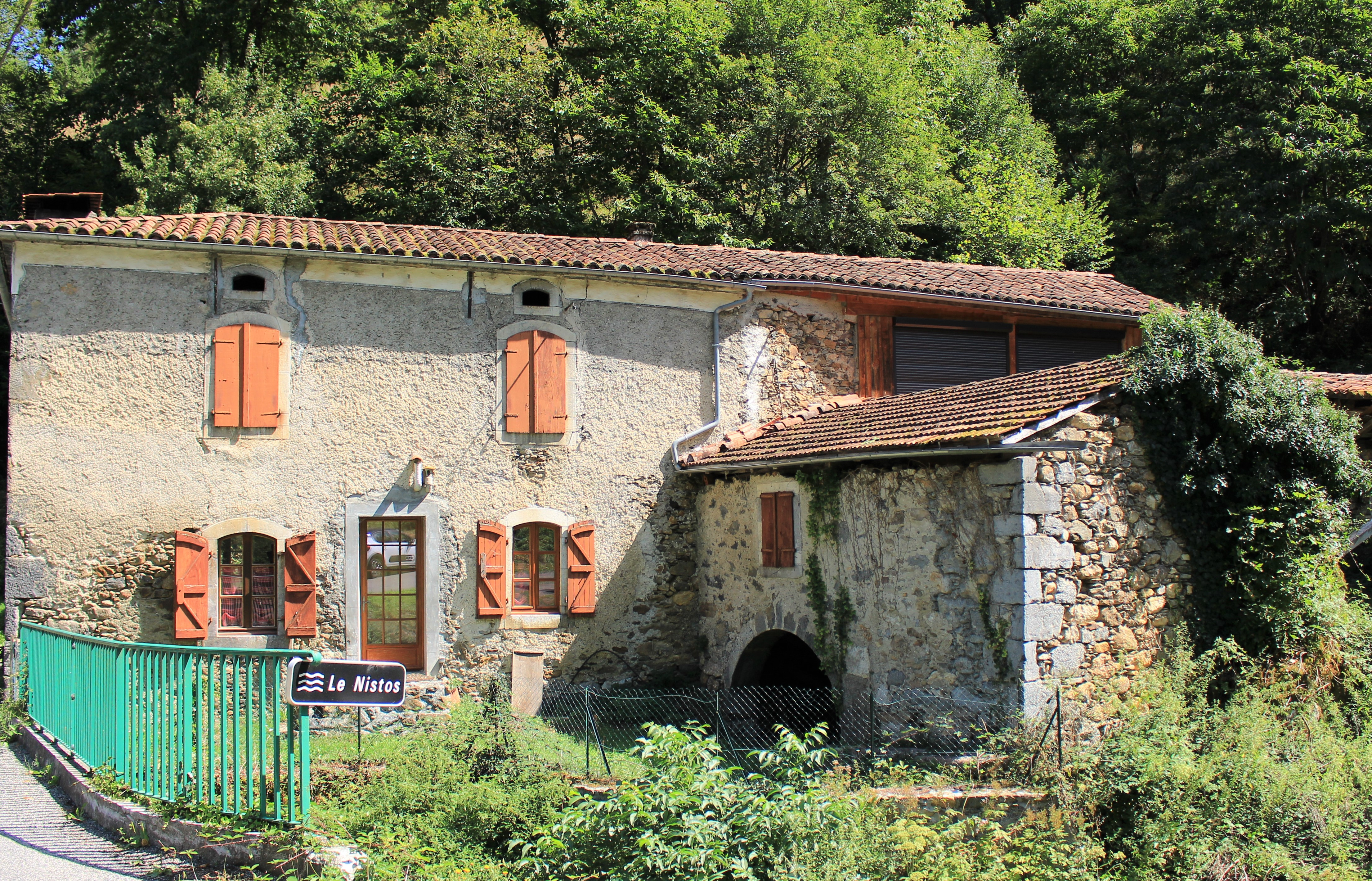
Haut-Nistos - Watermolen van Jouannot
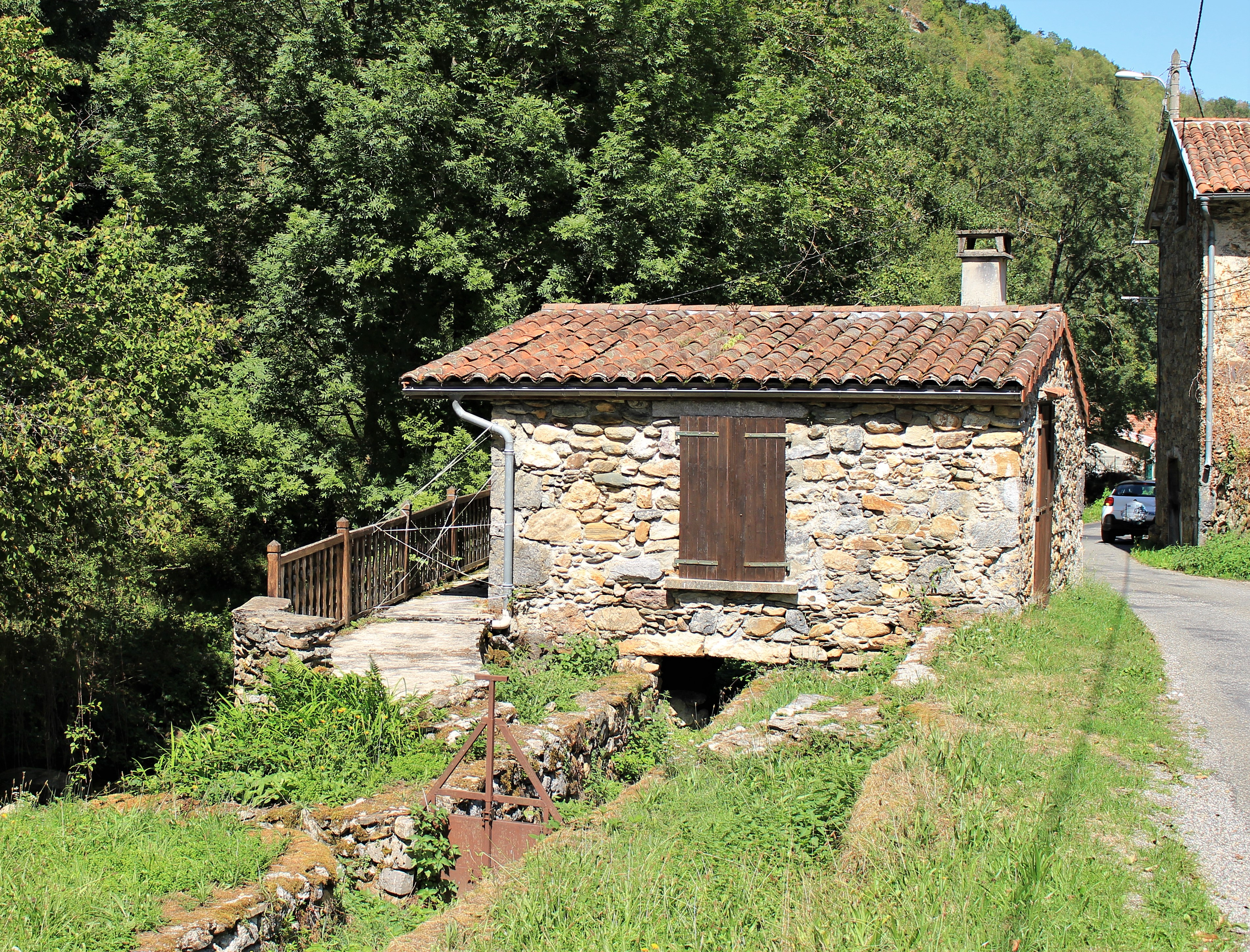
Haut-Nistos - Watermolen van Gerlé
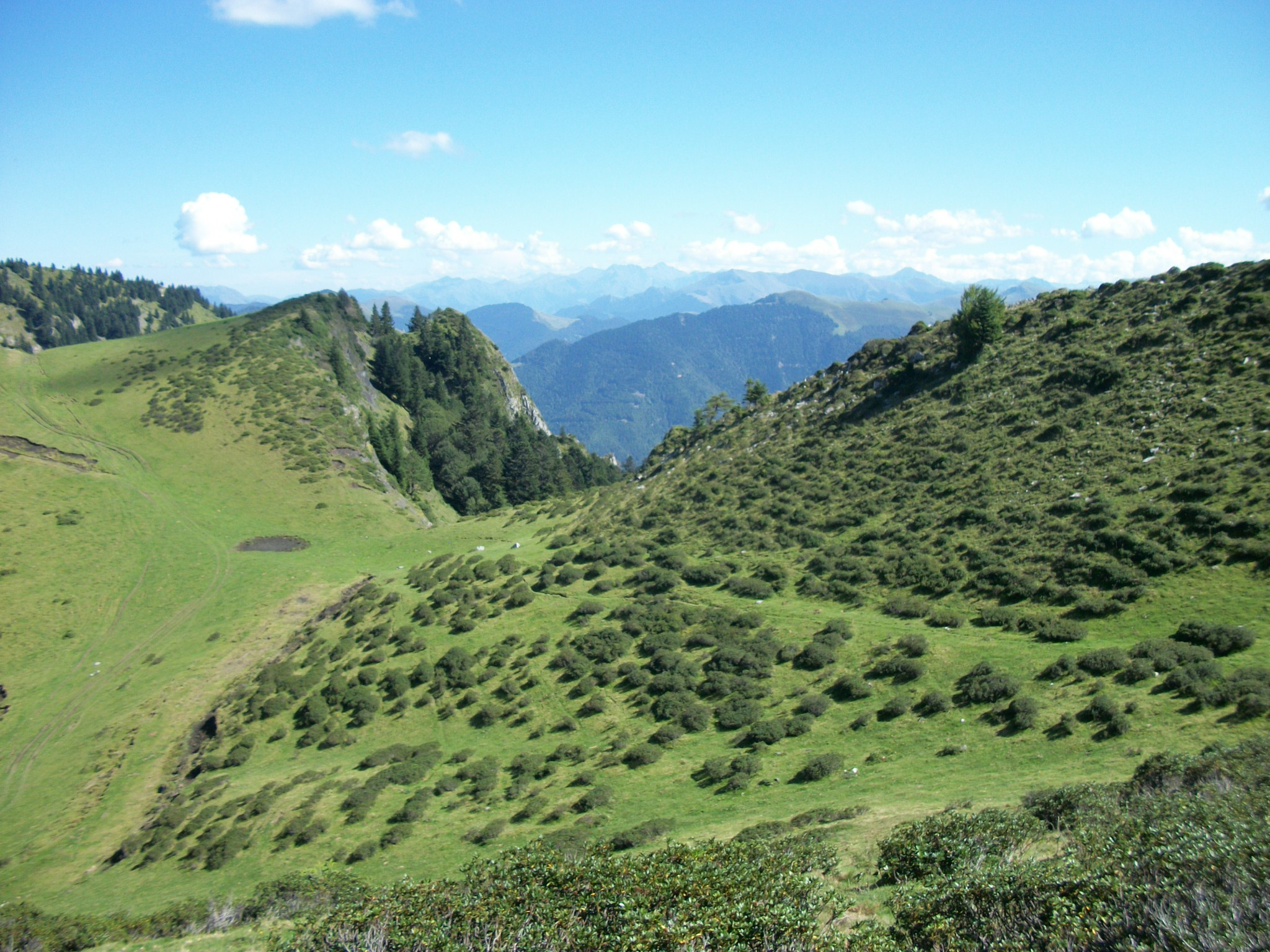
Cap Nestès - Col de Sonères
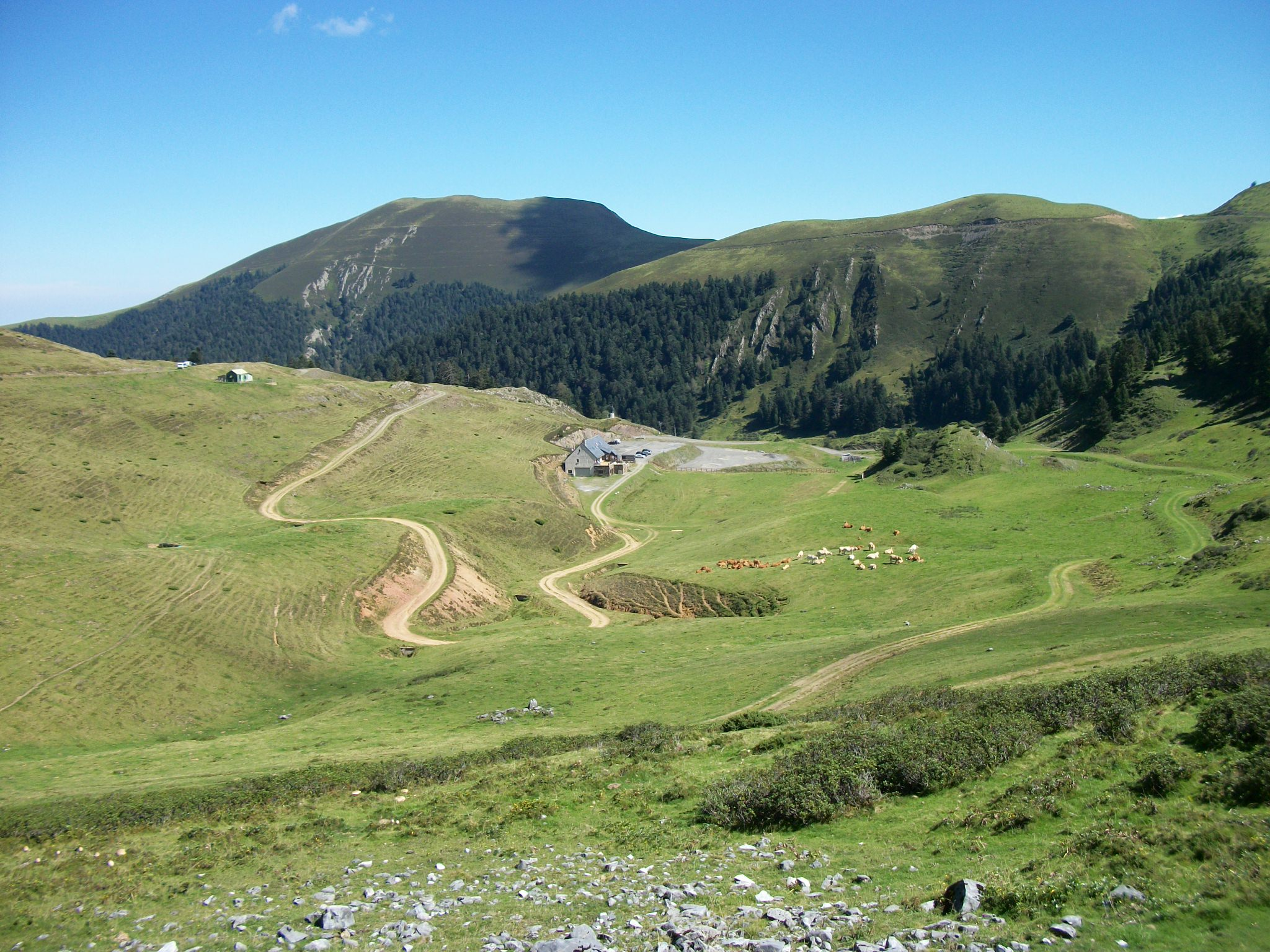
Cap Nestès - Langlaufparcour in de zomer

1. ↑  Populations de référence 2022.